# Wasserstraßen- und Schifffahrtsamt Mittellandkanal / Elbe-Seitenkanal
Das Wasserstraßen- und Schifffahrtsamt Mittellandkanal / Elbe-Seitenkanal (WSA MLK / ESK) ist ein Wasserstraßen- und Schifffahrtsamt in Deutschland. Es gehört zum Dienstbereich der Generaldirektion Wasserstraßen und Schifffahrt.
Das Wasserstraßen- und Schifffahrtsamt entstand am 5. Februar 2020 durch die Zusammenlegung der bisherigen Wasserstraßen- und Schifffahrtsämter Minden, Braunschweig und Uelzen. Das Amt hat Standorte in Minden, Braunschweig, Uelzen und Hannover.

## Zuständigkeitsbereich
Das Wasserstraßen- und Schifffahrtsamt ist zuständig für den Mittellandkanal von der Einmündung des Kanals in den Dortmund-Ems-Kanal bis zum Wasserstraßenkreuz Magdeburg-Rothensee sowie den Elbe-Seitenkanal vom Mittellandkanal bis zur Einmündung in die Elbe. Der Zuständigkeitsbereich umfasst auch die Stichkanäle Ibbenbüren, Osnabrück, Hannover-Linden, Hannover-Misburg, Hildesheim und Salzgitter. Insgesamt ist das Amt für circa 500 km Wasserstraßen zuständig.

## Aufgabenbereich
Zu den Aufgaben des Wasserstraßen- und Schifffahrtsamtes Mittellandkanal / Elbe-Seitenkanal gehören:
- Unterhaltung der Bundeswasserstraßen im Amtsbereich
- Betrieb und Unterhaltung baulicher Anlagen wie z. B. Schleusen und Brücken
- Betrieb und Unterhaltung des Schiffshebewerks Lüneburg
- Aus- und Neubau
- Unterhaltung und Betrieb der Schifffahrtszeichen
- Messung von Wasserständen
- Übernahme strom- und schifffahrtspolizeilicher Aufgaben
- Öffentlichkeitsarbeit im Bereich des Wasserstraßenkreuzes Minden mit einem Schifffahrtsmuseum und am Schiffshebewerk Lüneburg mit zwei Besucherplattformen und einem Infozentrum.

## Dienstorte, Außenbezirke und Bauhöfe
Das Wasserstraßen- und Schifffahrtsamt hat Dienstorte in Minden, Braunschweig und Uelzen sowie in Hannover, wo die Fachstelle für Geodäsie und Geoinformatik ansässig ist.
Der Standort Minden unterhält Außenbezirke in Bramsche, Bad Essen und Minden, der Standort Braunschweig in Lohnde, Sehnde und Thune sowie der Standort Uelzen in Vorsfelde, Haldensleben, Wittingen und Uelzen. Bauhöfe gibt es in Minden, Anderten und Scharnebeck. In Minden bestehen zudem eine Bündelungsstelle Telematikdienste und die Fachstelle Maschinenwesen Mitte. Die Fachstelle für Geodäsie und Geoinformatik der Wasserstraßen- und Schifffahrtsverwaltung des Bundes am Amtssitz in Hannover ist in den Aufgabenbereichen Geodäsie, Hydrographie, Kartographie und Geodatenmanagement tätig. Neben Hannover ist die Fachstelle auch an den Standorten der Wasserstraßen- und Schifffahrtsverwaltung in Aurich, Berlin, Kiel, Mainz, Münster und Regensburg tätig.

## Schleusen und Leitzentralen
Die Bündelungsstelle Telematikdienste in Minden besteht aus einer Revier- und Betriebszentrale und einer Leitzentrale. Von der Leitzentrale werden die Schleusen am Wasserstraßenkreuz Minden und an der Mittelweser gesteuert. Unterhalten werden die Mittelweserschleusen vom Wasserstraßen- und Schifffahrtsamt Weser. Eine weitere Leitzentrale, die dem Außenbezirk Sehnde nachgeordnet ist, besteht in Hannover. Von dort werden die Schleusen im Raum Hannover fernbedient.